# شبلي تلحمي
شبلي زكي تلحمي (بالإنجليزية: Shibley Telhami)‏ (1951) أستاذ جامعي في العلوم السياسية، أمريكي من أصل فلسطيني من فلسطينيو 48. هو أستاذ كرسي أنور السادات للسلام والتنمية في جامعة مريلاند، كوليج پارك، وزميل غير مقيم في مركز صبان لسياسات الشرق الأوسط في معهد بروكنجز. ، وباحث ومحلل سياسي.

## حياته وأنشطته
ولد تلحمي لعائلة عربية في فلسطين 48. في قرية تقع على قمة جبل الكرمل قرب مدينة حيفا. يتحدث عن عائلته قائلا: ((أمي تريز كانت ابنة مدينة ولدت في حيفا. وأكملت الصف الرابع الابتدائي. ولكن عندما اندلعت الحرب في العام 1948 ورأت أن عائلتها لجأت إلى لبنان لم يكن بذلك الوقت عندهم إمكانيات غير السكن في قرية صغيرة على مشارف جبل الكرمل. والدي كان قد تربى بكنف امرأة أرملة. وكان أول القرويين الذين دخلوا المدرسة الابتدائية. وكان قد أخذ قرارا وصمم أن يكون أول إنسان يدخل الجامعة الأميركية في بيروت. ولكن عندما اندلعت الحرب سجنت أحلامه ووجد نفسه يعيش في قرية صغيرة. وكان يجمع أطفال الشارع ويقدم لهم التعليم المجاني. وبطبيعة الحال أصبح يلقبونه أبناء القرية بالأستاذ.)). لديه خمسة أشقاء أصغرهم «حسام». شبلي تلحمي متزوج من كاترين هوبس (Kathryn Hopps) ولديهما ولدين ابن «رمزي» وبنت «رؤيا».

### دراسته
قدم إلى أمريكا عندما كان شابا للدراسة فيها فيقول عن ذلك ((عندما سمح لي أهلي بالسفر، أنا واحد من ستة، لكي احصل العلم في أمريكا كان ذلك لتحقيق الحلم الذي لم يستطع الوالدين أن يحققاه.)) ((اليوم الذي أتيت فيه إلى هذه الدولة العظيمة عندما كان عمري 19 سنة ومعي تذكرة سفر و 150 دولار وتذكرة لمرة واحدة. وكانت لغتي الانجليزية مكسرة ورقيقة جدا.)) 
درس شبلي الرياضيات في كلية كوينز، بجامعة مدينة نيويورك حيث حصل على البكالوريوس في 1974. ثم ذهب لجامعة كاليفورنيا، بركلي حيث درس اللاهوت وحصل فيها على الماجستير 1978 والدكتوراه 1986.

### أنشطته
يجيد اللغة العربية، العبرية، والإنجليزية. وظهر في الإذاعة (عادة سي-سبان والإذاعة الوطنية العامة) والتلفزيون (في برامج الشؤون العامة مثل هذا الأسبوع ونايتلاين)، وفي قناة الجزيرة في برنامجها «من واشنطن».
قبل انضمامه لجامعة مريلاند، قام بالتدريس في مختلف الجامعات ومنها: جامعة كورنل، جامعة ولاية أوهايو، جامعة كاليفورنيا الجنوبية، جامعة برنستون، جامعة كولومبيا، كلية سوارثمور، وجامعة كاليفورنيا في بركلي، حيث حصل على درجة الدكتوراه في العلوم السياسية.
ولتلحمي نشاط في ساحة السياسة الخارجية. عمل كمستشار للبعثة الأمريكية في الأمم المتحدة (1990-1991)، ومستشار عضو الكونجرس السابق لي هاملتون، وكعضو في وفد الولايات المتحدة إلى اللجنة الثلاثية الأمريكية الإسرائيلية الفلسطينية، والتي أنتدبت حسب اتفاقية واي ريفر. وعمل أيضا في مجموعة دراسة العراق كعضو في مجموعة العمل البيئي الإستراتيجي. وله كتابات في واشنطن پست، نيويورك تايمز، ولوس أنجلس تايمز. ويظهر بانتظام في القنوات التلفزيونية والاذاعات المحلية والدولية. عمل تلحمي في المجموعة الاستشارية الأمريكية للديموقراطية العامة للعالم العربي والإسلامي، والتي تم تشكيلها من قبل وزارة الخارجية حسب طلب الكونجرس، وشارك في صياغة تقرير المجموعة حول كيفية تغيير الآراء، للوصول للسلام. وشارك أيضا في صياغة تقارير مختلفة لمجلس العلاقات الخارجية حول الدبلوماسية الأمريكية، جهود السلام العربي الإسرائيلي، والأمن في الخليج العربي.
وهو عضو في مجلس العلاقات الخارجية ويعمل ضمن طاقم مؤسسة التعليم من أجل التوظيف، والطاقم الاستشاري لمختلف الأكاديميات، وعمل ضمن طاقم هيومان رايتس ووتش (بصفة رئيس اللجنة الاستشارية للهيومان رايتس واتش/الشرق الأوسط).